# VJing

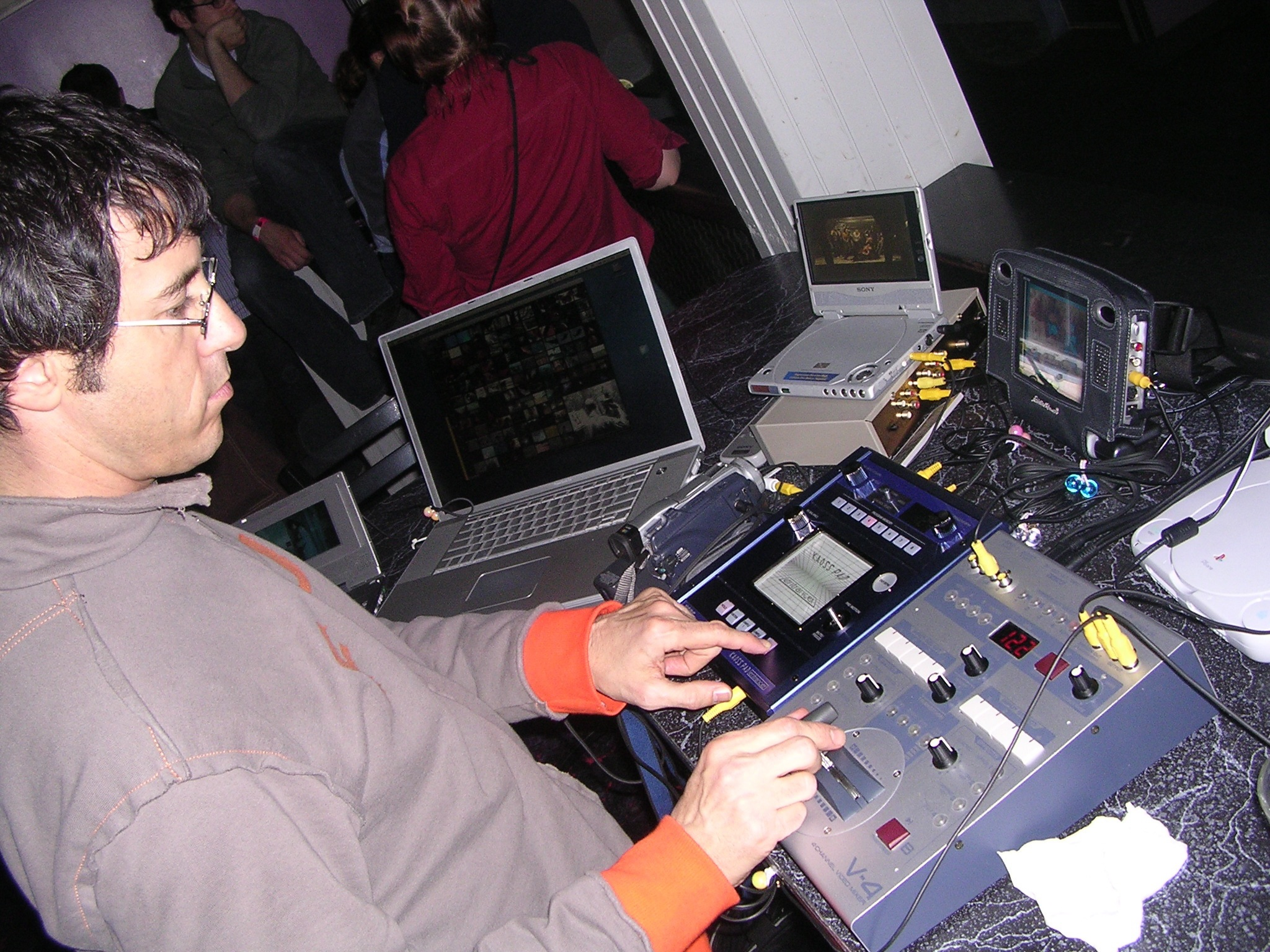
VJ při mixování videí

VJing je mixování videa, činnost podobná djingu (míchání hudby).
VJing dělá osoba nazývaná VJ (visual/video jockey). Jeho hlavní využití je na tanečních parties k projekcím. K tvorbě VJ používá předpřipravené smyčky i aktuální „živý“ signál z kamer a ostatních zdrojů videosignálů. K mixování se používá analogových a digitálních videomixů, případně počítače se softwarovou verzí videomixu.